# Lass mich nicht gehen
Lass mich nicht gehen ist ein Filmdrama von Hannah Marks, das im Juni 2022 beim Tribeca Film Festival seine Premiere feierte und im Juli 2022 weltweit in das Programm von Prime Video aufgenommen wurde.

## Handlung
Max Park ist alleinerziehender Vater und hat eine Tochter im Teenageralter. Als er erfährt, dass er einen tödlichen Gehirntumor hat, nimmt er sie mit auf einen Roadtrip, um ihre Mutter zu finden, die sie vor Jahren verlassen hat. Er versucht ihr in der ihm verbleibenden Zeit alles beizubringen, was sie für den Rest ihres Lebens brauchen könnte.

## Produktion
Regie führte Hannah Marks. Es handelt sich bei Lass mich nicht gehen um ihre dritte Regiearbeit bei einem Spielfilm nach After Everything und Mark, Mary & Some Other People. Das Drehbuch schrieb Vera Herbert.
Die Dreharbeiten fanden in Neuseeland statt. Als Kameramann fungierte Jaron Presant.
Die Filmmusik komponierte Jessica Rose Weiss. Die 28 Stücke der Playlist wurden Mitte Juli 2022 von Amazon Music als Download veröffentlicht.
Die Premiere erfolgte am 13. Juni 2022 beim Tribeca Film Festival. Am 15. Juli 2022 wurde der Film weltweit in das Programm von Prime Video aufgenommen.

## Auszeichnungen
Hollywood Music In Media Awards 2022
- Nominierung für die Beste Filmmusik – Independent-Film (Jessica Weiss)[5]